# Ллано-дель-Медіно (Нью-Мексико)
Ллано-дель-Медіно (англ. Llano del Medio) — переписна місцевість (CDP) в США, в окрузі Гвадалупе штату Нью-Мексико. Населення — 76 осіб (2020).

## Географія
Ллано-дель-Медіно розташоване за координатами 35°11′17″ пн. ш. 105°6′59″ зх. д. / 35.18806° пн. ш. 105.11639° зх. д. (35.188104, -105.116320).  За даними Бюро перепису населення США в 2010 році переписна місцевість мала площу 4,94 км², уся площа — суходіл.

## Демографія
Згідно з переписом 2010 року, у переписній місцевості мешкало 118 осіб у 47 домогосподарствах у складі 28 родин. Густота населення становила 24 особи/км².  Було 74 помешкання (15/км²).
Расовий склад населення:
| - 61,9 % — білих - 5,1 % — корінних американців - 0,8 % — чорних або афроамериканців - 32,2 % — осіб інших рас |

До двох чи більше рас належало 0,0 %. Частка іспаномовних становила 94,1 % від усіх жителів.
За віковим діапазоном населення розподілялося таким чином: 28,8 % — особи молодші 18 років, 52,6 % — особи у віці 18—64 років, 18,6 % — особи у віці 65 років та старші. Медіана віку мешканця становила 42,5 року. На 100 осіб жіночої статі у переписній місцевості припадало 100,0 чоловіків;  на 100 жінок у віці від 18 років та старших — 90,9 чоловіків також старших 18 років.
Цивільне працевлаштоване населення становило 0 осіб. 